# Jardín botánico Rusch
La Jardín botánico Rusch (en inglés : Rusch Botanical Gardens) es un parque regional y reserva botánica de 2 acres (8,000 m²) de extensión en Citrus Heights, California.   

## Localización
Rusch Botanical Gardens 7801 Auburn Boulevard, Citrus Heights, Sacramento County, California CA 95610 United States of America-Estados Unidos de América.
Planos y vistas satelitales.38°42′30″N 121°17′58″O / 38.70833, -121.29944
Se encuentra abierto a diario desde el alba hasta el ocaso.

## Historia
Fue creado en el año 1916.
Actualmente está clasificado como "State Site of Historical Interest".

## Colecciones
En este jardín botánico se representan a siete biomas. 
- Rosas nativas y cultivares.
- Hierbas nativas de California.
- Citrus
- Plantas africanas